# Skathi
Skathi (S XXVII Skathi) est l'une des lunes de Saturne.
Elle fut découverte en 2000 par l'équipe de Brett J. Gladman (désignation temporaire S/2000 S 8), elle porte le nom de Skadi, une géante dans la mythologie nordique, femme du dieu Njörd, un des Vanes. Skathi avait déjà donné son nom à une montagne vénusienne, Skadi Mons.
Son nom est épelé Skadi par certaines sources ; c'est le nom utilisé dans l'annonce originale (IAUC 8177) —cependant, le Groupe de travail sur la nomenclature du système planétaire (Working Group on Planetary System Nomenclature) de l'UAI décida peu de temps après d'utiliser l'épellation nordique correcte.